# Pepsideild 2021
Die Pepsideild 2021 war die 110. Spielzeit der höchsten isländischen Fußballliga. Sie begann am 30. April 2021 mit einem Heimspiel des Titelverteidigers Valur Reykjavík gegen ÍA Akranes und endete am 25. September 2021.

## Modus
Die zwölf Teams spielten in einer einfachen Hin- und Rückrunde gegeneinander, so dass jedes Team 22 Spiele absolvierte. Die zwei letztplatzierten Mannschaften stiegen zum Saisonende ab.
Der Meister ist für die Qualifikation der Champions League 2022/23 zugelassen, die zweit- und drittplatzierte Mannschaft sowie der Pokalsieger für die Europa Conference League.

## Vereine
Im Vergleich zum Vorjahr veränderte sich die Ligazusammensetzung folgendermaßen: ÍF Grótta und Fjölnir Reykjavík stiegen als elft- bzw. zwölftplatziertes Team der Saison 2020 in die 1. deild karla (2. Leistungsstufe) ab. Der dortige Meister Keflavík ÍF sowie der Zweitplatzierte Leiknir Reykjavík stiegen dagegen in die erste Liga auf.
| Verein               | Wappen                   | Stadt         | Stadion          | Kapazität |
| -------------------- | ------------------------ | ------------- | ---------------- | --------- |
| Breiðablik Kópavogur | Breiðablik Kópavogur     | Kópavogur     | Kópavogsvöllur   | 05.501    |
| FH Hafnarfjörður     | FH Hafnarfjörður         | Hafnarfjörður | Kaplakriki       | 06.738    |
| HK Kópavogur         | HK Kópavogur             | Kópavogur     | Kórinn           | 01.452    |
| ÍA Akranes           | ÍA Akranes               | Akranes       | Akranesvöllur    | 04.850    |
| ÍF Fylkir Reykjavík  | ÍF Fylkir Reykjavík      | Reykjavík     | Fylkisvöllur     | 02.872    |
| KA Akureyri          | KA Akureyri              | Akureyri      | Akureyrarvöllur  | 03.500    |
| Keflavík ÍF          | Keflavík ÍF              | Keflavík      | Keflavíkurvöllur | 04.957    |
| KR Reykjavík         | KR Reykjavík             | Reykjavík     | Meistaravellir   | 02.781    |
| Leiknir Reykjavík    |                          | Reykjavík     | Leiknisvöllur    | 01.025    |
| UMF Stjarnan         | Ungmennafélagið Stjarnan | Garðabær      | Stjörnuvöllur    | 01.292    |
| Valur Reykjavík      |                          | Reykjavík     | Hlíðarendi       | 03.000    |
| Víkingur Reykjavík   | Víkingur Reykjavík       | Reykjavík     | Víkingsvöllur    | 01.449    |

## Abschlusstabelle
| Pl. | Verein                | Sp. | S  | U | N  | Tore    | Diff. | Punkte |
| --- | --------------------- | --- | -- | - | -- | ------- | ----- | ------ |
| 1.  | Víkingur Reykjavík    | 22  | 14 | 6 | 2  | 038:210 | +17   | 48     |
| 2.  | Breiðablik Kópavogur  | 22  | 15 | 2 | 5  | 055:210 | +34   | 47     |
| 3.  | KR Reykjavík          | 22  | 12 | 5 | 5  | 035:190 | +16   | 41     |
| 4.  | KA Akureyri           | 22  | 12 | 4 | 6  | 036:200 | +16   | 40     |
| 5.  | Valur Reykjavík (M)   | 22  | 12 | 3 | 7  | 029:170 | +12   | 39     |
| 6.  | FH Hafnarfjörður      | 22  | 9  | 6 | 7  | 039:260 | +13   | 33     |
| 7.  | UMF Stjarnan          | 22  | 6  | 4 | 12 | 024:360 | −12   | 22     |
| 8.  | Leiknir Reykjavík (N) | 22  | 6  | 4 | 12 | 018:320 | −14   | 22     |
| 9.  | ÍA Akranes            | 22  | 6  | 3 | 13 | 029:440 | −15   | 21     |
| 10. | Keflavík ÍF (N)       | 22  | 6  | 3 | 13 | 023:380 | −15   | 21     |
| 11. | HK Kópavogur          | 22  | 5  | 5 | 12 | 021:390 | −18   | 20     |
| 12. | ÍF Fylkir Reykjavík   | 22  | 3  | 7 | 12 | 018:510 | −33   | 16     |

Platzierungskriterien: 1. Punkte – 2. Tordifferenz – 3. geschossene Tore

| (M) | amtierender isländischer Meister |
| (N) | Neuaufsteiger der letzten Saison |

## Kreuztabelle
Die Heimmannschaften stehen in der linken Spalte, die Auswärtsmannschaften befinden sich in der ersten Zeile.
| 2021                 | Víkingur Reykjavík | Breiðablik Kópavogur | KR Reykjavík | KA Akureyri | VAL | FH Hafnarfjördur | UMF Stjarnan | LEI | ÍA Akranes | KEF | HK Kópavogur | ÍF Fylkir Reykjavík |
| -------------------- | ------------------ | -------------------- | ------------ | ----------- | --- | ---------------- | ------------ | --- | ---------- | --- | ------------ | ------------------- |
| Víkingur Reykjavík   |                    | 3:0                  | 1:1          | 2:2         | 2:2 | 2:0              | 3:2          | 2:0 | 1:0        | 1:0 | 3:0          | 2:2                 |
| Breiðablik Kópavogur | 4:0                |                      | 0:2          | 2:0         | 3:0 | 4:0              | 4:0          | 4:0 | 2:1        | 4:0 | 3:0          | 2:0                 |
| KR Reykjavík         | 1:2                | 1:1                  |              | 1:3         | 2:3 | 1:1              | 1:2          | 2:1 | 3:1        | 1:0 | 1:1          | 4:0                 |
| KA Akureyri          | 0:1                | 0:2                  | 1:2          |             | 0:1 | 2:2              | 2:1          | 3:0 | 3:0        | 2:1 | 2:0          | 2:0                 |
| Valur Reykjavík      | 1:1                | 3:1                  | 1:0          | 1:4         |     | 2:0              | 1:2          | 1:0 | 2:0        | 2:1 | 3:2          | 1:1                 |
| FH Hafnarfjörður     | 1:2                | 1:0                  | 0:2          | 1:1         | 1:1 |                  | 1:1          | 5:0 | 5:1        | 0:0 | 2:4          | 1:0                 |
| UMF Stjarnan         | 2:3                | 1:3                  | 0:2          | 0:1         | 2:1 | 0:4              |              | 0:0 | 4:0        | 2:3 | 2:1          | 2:0                 |
| Leiknir Reykjavík    | 2:1                | 3:3                  | 0:2          | 0:1         | 1:0 | 2:1              | 2:0          |     | 2:0        | 0:1 | 0:0          | 3:0                 |
| ÍA Akranes           | 1:1                | 2:3                  | 0:2          | 0:2         | 2:1 | 0:3              | 0:0          | 3:1 |            | 2:2 | 4:1          | 5:0                 |
| Keflavík ÍF          | 1:2                | 2:0                  | 0:2          | 1:4         | 1:2 | 0:5              | 2:0          | 1:0 | 2:3        |     | 2:0          | 1:1                 |
| HK Kópavogur         | 0:0                | 2:3                  | 0:1          | 0:0         | 0:3 | 1:3              | 1:0          | 2:1 | 1:3        | 1:0 |              | 2:2                 |
| ÍF Fylkir Reykjavík  | 0:3                | 0:7                  | 1:1          | 2:1         | 0:6 | 0:2              | 1:1          | 0:0 | 3:1        | 4:2 | 1:2          |                     |